# Motocarri Moto Guzzi

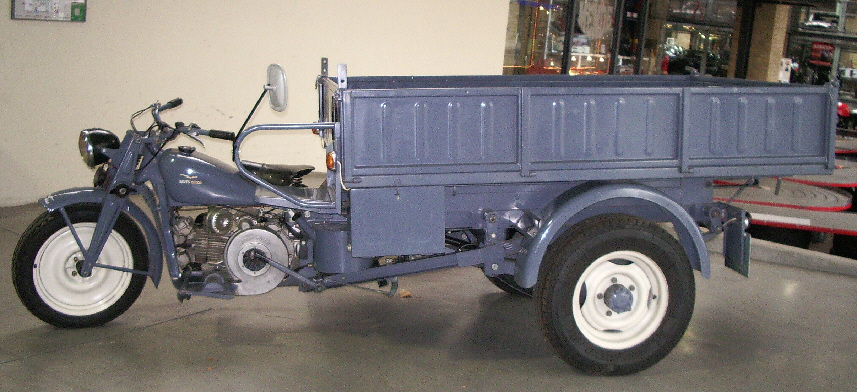
Moto Guzzi 500 Ercole del 1960

I motocarri Moto Guzzi sono veicoli da trasporto  a tre ruote prodotti dalla Moto Guzzi.
Tutti i motocarri Moto Guzzi (rispetto alle soluzioni a cassone anteriore) avevano il vantaggio della sistemazione del carico dietro al conducente. Questo permetteva di impilare il materiale a qualunque altezza senza ostruire la visuale. Inoltre, lo sterzo diventava solo un po' più pesante quando il mezzo viaggiava a pieno carico.
Durante e dopo la Seconda guerra mondiale, i motocarri erano anche veicoli da trasporto ruotati sviluppati in vista di specifiche necessità delle forze armate.

## Motocarro Tipo 107
Nel 1928 apparve il primo modello, il Tipo 107. Tutto l'avantreno era una Moto Guzzi Sport, cui era stato imbullonato un telaio. Di conseguenza, la trasformazione del motociclo normale in motocarro era piuttosto rapida. Il Tipo 107 "nudo" (solo telaio) costava 8150 lire, e con il cassone 8600.

### Motore
Come la Sport il Tipo 107 aveva un blocco motore; il motore, il cambio, il basamento e il sistema di lubrificazione erano i medesimi. Era un motore con valvole laterali in testa, ma Carlo Guzzi deviò dal sentiero più battuto. Normalmente questo tipo di motore aveva la valvola sopra la testata usata come entrata, e la posteriore come uscita. Ma la valvola di uscita necessita molto di più di raffreddamento, così dispose il cilindro orizzontalmente. Era fatto funzionare da un sistema di asta di spinta e bilanciere. La valvola di entrata era animata da una semplice punteria.
Il cilindro in ghisa aveva alette di raffreddamento sulla lunghezza, a causa della disposizione orizzontale. Il pistone aveva quattro anelli, più altri due per l'olio. Di conseguenza, l'olio poteva rimanere nelle sedi. A causa della rotazione del motore (all'indietro) piantò l'albero a camme attraverso la lubrificazione in bagno d'olio contro il cielo del cilindro invece che direttamente indietro nella coppa dell'olio. La lubrificazione della rimanente parete del cilindro era garantita dalla gravità. La macchina aveva una pompa di ritorno dell'olio posta a destra dell'albero a camme e l'olio dall'albero a camme rifluiva alla vasca, che si trovava appena sotto il serbatoio del carburante esposta al vento. Di conseguenza, ora si era formato un sistema automatico a carter secco.
L'alimentazione avveniva attraverso un carburatore semi-automatico Amac e sul manubrio si trovavano manette per l'acceleratore e per l'arricchitore ("starter").

### Trasmissione
La trasmissione non si discostava da quella della Sport. Vi era quindi una trasmissione primaria con ingranaggi, una frizione multi-disco in bagno d'olio, un cambio a tre marce ed una catena alla ruota posteriore.
La catena era particolarmente lunga, e quindi era guidata da un meccanismo di supporto con un congegno tensionatore. 
Il freno posteriore era di tipo a nastro, azionato da un pedale.

### Telaio
Il telaio era saldato in un pezzo. La Sport non aveva il freno anteriore, ma il motocarro era dotato di freno a tamburo sulla ruota anteriore. La sospensione anteriore era una forcella girder con una molla centrale elicoidale senza smorzamento. Il "telaio" era una semplice struttura consistente di due scatole "girder" che correvano dal motore all'asse posteriore e telaio dove erano supportati da due tubi che uscivano dal sedile. Sopra l'asse posteriore erano fissate due balestre che non ammortizzavano il motore, ma solo il cassone.

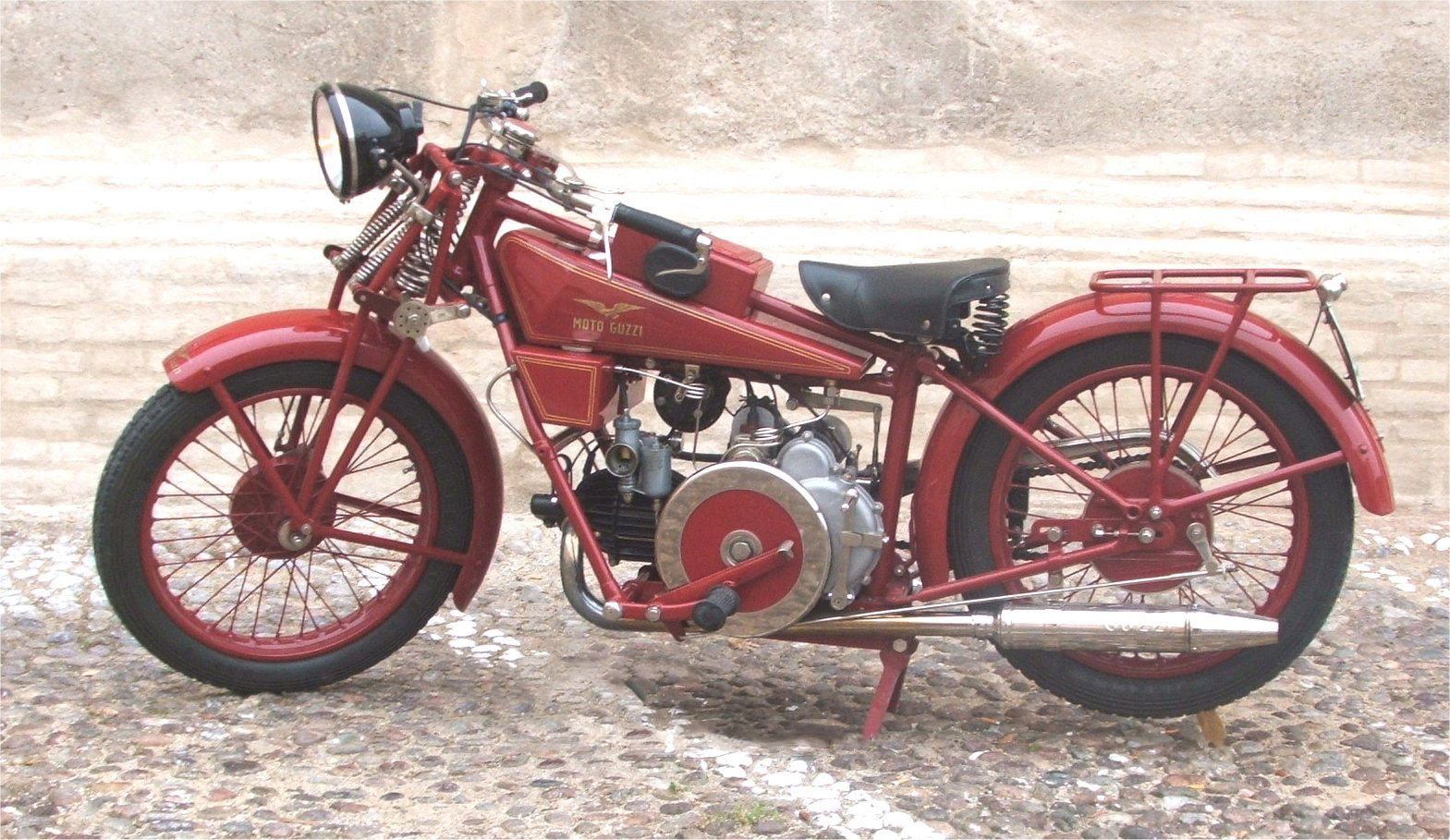
Moto Guzzi Sport 14 del 1929 fotografata al Raduno Moto Storiche di Medole nel 2007.

## Motocarro Sport 14
Quando nel 1929 arrivò sul mercato la Moto Guzzi Sport 14, fu immediatamente creata la versione triciclo da trasporto. Probabilmente nulla fu cambiato a parte il prezzo e la struttura della sezione posteriore. La Sport 14 non fu progettata da zero, ma come evoluzione del precedente modello Sport (del 1923). Lo stesso accadde per il motocarro omonimo.

## Mototriciclo 32 e Motocarro 109-32

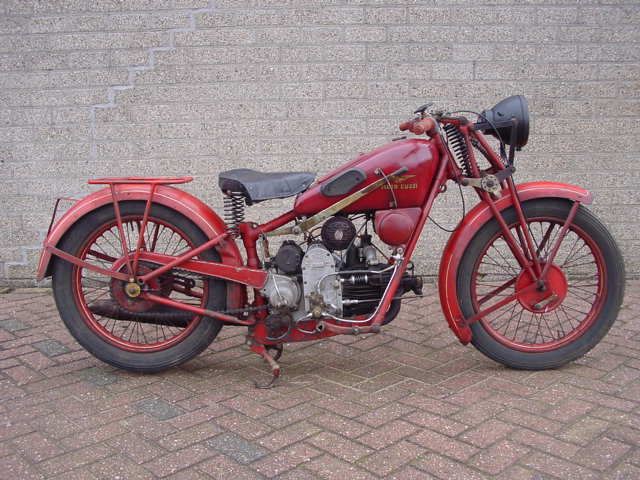
Moto Guzzi Sport 15 (500 cc) del 1931.

Il Motociclo 32 nacque da una commessa militare dell'esercito italiano. Per aumentare la maneggevolezza l'interasse e la carreggiata furono ridotti. Tutta la tecnica proveniva dalla Sport 15 (commercializzata dal 1931), ad eccezione del generatore (Magneti Marelli invece che Bosch, probabilmente perché l'esercito non voleva dipendere da fornitori stranieri) e del serbatoio, sostituito con uno di maggior capacità. Gli esemplari effettivamente consegnati all'esercito furono 935; altri 143 veicoli andarono invece al mercato civile, con la denominazione di Motocarro 109-32.

## Prototipo P 250
Quando si iniziò a vendere la P 250, la Moto Guzzi realizzò anche un triciclo basato su questo modello, sempre con motore 232 cc. Tecnicamente non c'era differenza con gli altri modelli. La parte anteriore veniva dalla P 250, la parte posteriore era dotata di cassone sospeso su balestre. Il P 250 poteva essere anche fornito con cabina per il conducente, con tetto di tela. Alternativamente, poteva esserci un parabrezza, copertura in tela e protezioni per le gambe. Tuttavia, benché gli studi si fossero protratti per tutto il 1935, questo prototipo non sfociò mai in produzione effettiva.

## Motocarro S
Nel 1934 apparve la Serie S delle Moto Guzzi, con il motore a valvole laterali in testa della Sport 15 ed il cambio a quattro marce della Serie V. Di conseguenza, parve logico equipaggiare con la stessa combinazione il nuovo veicolo da trasporto. Poiché il motore aveva forti analogie con le moto Serie S, anche il mezzo da trasporto fu chiamato "Motocarro S". Però la struttura era stata ammodernata: l'asse posteriore era dotato di differenziale, si poteva scegliere tra un cambio a quattro marce ed uno con tre marce in avanti più la retro. La capacità di carico crebbe a 800 kg. L'asse posteriore fu dotato di cerchioni di tipo automobilistico.

## ER
Nel 1938 il motocarro fu dotato del propulsore con valvole in testa delle Moto Guzzi Serie V. Aveva tre marce in avanti e la retromarcia; freni a tamburo su tutte le ruote. La portata aumentò significativamente: 1000 kg. Il solo mototelaio costava 9800 lire, il motocarro completo di cassone arrivava a 10 400 lire.

## TriAlce
Il TriAlce è un motocarro costruito tra il 1940 ed il 1943 per le forze armate.

## Tipo U
Il Tipo U del 1942 era una versione migliorata dell'ER, in osservanza di una normativa di unificazione dell'epoca (da cui, probabilmente, la denominazione "U"). Vi era il raffreddamento forzato del motore per mezzo di una ventola, ma non il consueto condotto di ventilazione attorno al cilindro. Inoltre era dotato di riduttore finale del rapporto di trasmissione, dando luogo ad una serie di "marce basse" ed una di "marce alte". In combinazione con il cambio a tre marce più retro, si avevano infatti 3 x 2 = 6 marce in avanti, e 1 x 2 = 2 retromarce. La forcella ed il telaio erano rinforzati. In questo modo la portata superava i 1000 kg.

## Ercole
Il modello Ercole apparve nel 1946 e rimase in produzione fino al 1980. Era ancora più pesante dei predecessori, e a causa dell'aumentata capacità di carico, ora c'era una trasmissione aggiuntiva con ingranaggi conici dietro il cambio per rendere possibile l'ingaggio di un cardano. Il motore Serie V ora aveva cinque marce avanti più la retro. Vi era il raffreddamento forzato. La portata frattanto raggiungeva i 1500 kg. L'Ercole fu chiaramente migliorato. Le ultime versioni montavano il motore della Falcone e l'avviamento elettrico. Fino al 1960, si poteva avere una cabina di guida, ma a differenza dell'"Edile", non c'era un sedile (ma una sella). La cabina era semplicemente piazzata sopra al motociclo. Anche con la cabina, doveva essere un mezzo piuttosto scomodo, perché il rumore del motore adesso era amplificato dalla cabina stessa. Sebbene fossero installati grandi scudi vicino al motore (fino alle porte), acqua e fango potevano penetrare facilmente. Negli anni furono adottati il sistema di frenatura idraulico, ed un meccanismo di ribaltamento del cassone che poteva funzionare manualmente o (con un sovrapprezzo) idraulicamente.

## Edile
Anche se il Carromotore Edile, posto in vendita nel 1946 assieme all'Ercole, assomigliava ad un normale motocarro con cabina incorporata, la struttura era completamente diversa. Il telaio consisteva di un grande trave centrale che collegava la serie sterzo all'asse posteriore. L'impostazione motociclistica era quasi completamente abbandonata. Il conducente sedeva sul lato destro della cabina, il motore (il solito monocilindrico da 500 cc) stava al centro, assieme al cambio dell'Ercole a cinque marce con la retro. Lo sterzo era governato da un volante molto pesante, che agiva su una semplice forcella. Anche la ruota anteriore era diventata di tipo automobilistico. In cabina era alloggiata una ruota di scorta. L'Edile non aveva sospensioni, né porte alla cabina. Il rapporto di trasmissione era molto corto, consentendo una portata di 3,6 t, ma una velocità massima di appena 25 km/h. L'idea era quella di avere un veicolo a motore in grado di rimpiazzare i carri a trazione animale. Ad ogni modo, l'Edile ebbe scarso successo, e venne accantonato già nel 1947.

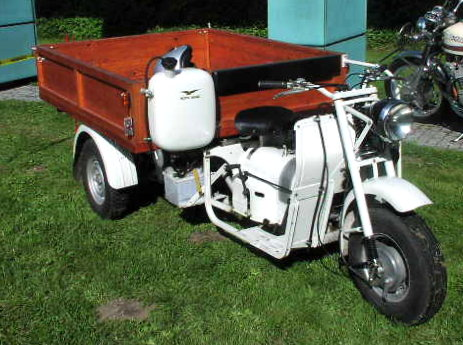
Moto Guzzi Ercolino

## Ercolino
Nel 1956 fu presentato il piccolo Ercolino, equipaggiato con il motore da 192 cc del Galletto. Il propulsore era ben adattato, e si giovava di uno specifico sistema di raffreddamento forzato (assente sul motore originario del Galletto). La prima versione aveva le ruote di trazione da 15 pollici e quella anteriore da 14". Nel 1959 furono adottate ruote da 10", con una sezione più larga. L'Ercolino di serie disponeva di avviamento a pedivella, ma era previsto come accessorio l'avviamento elettrico. La portata ordinaria era 350 kg, elevabile a 590 kg negli esemplari dotati di riduttore supplementare a due rapporti. Il prezzo base alla fine degli anni 1950 era 389 000 lire, ma le varianti più costose munite di cabina potevano arrivare a 489 000 lire.

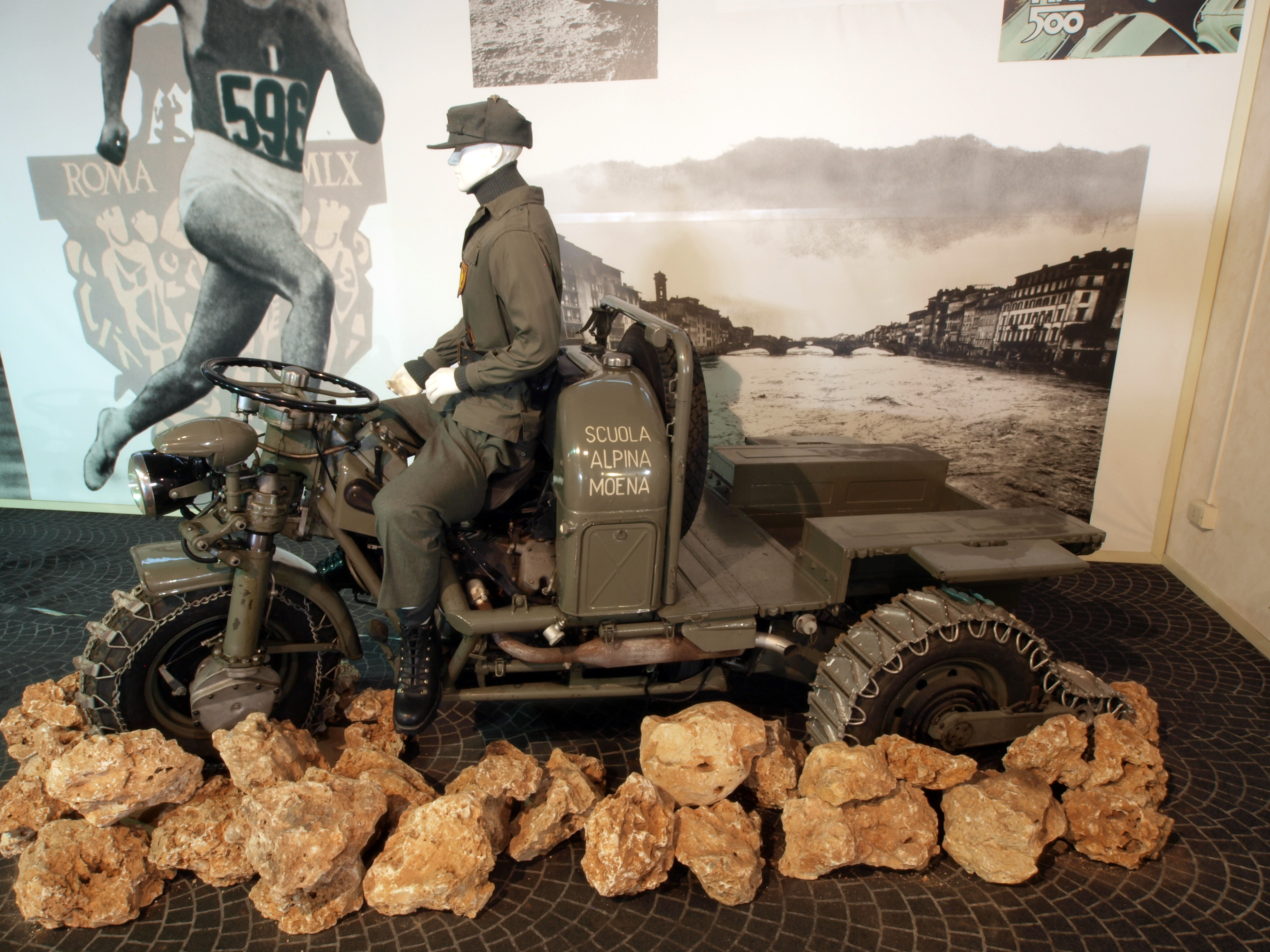
Moto Guzzi 3x3 'Mulo Meccanico' Polizia 27509

## Autoveicolo da Montagna 3x3

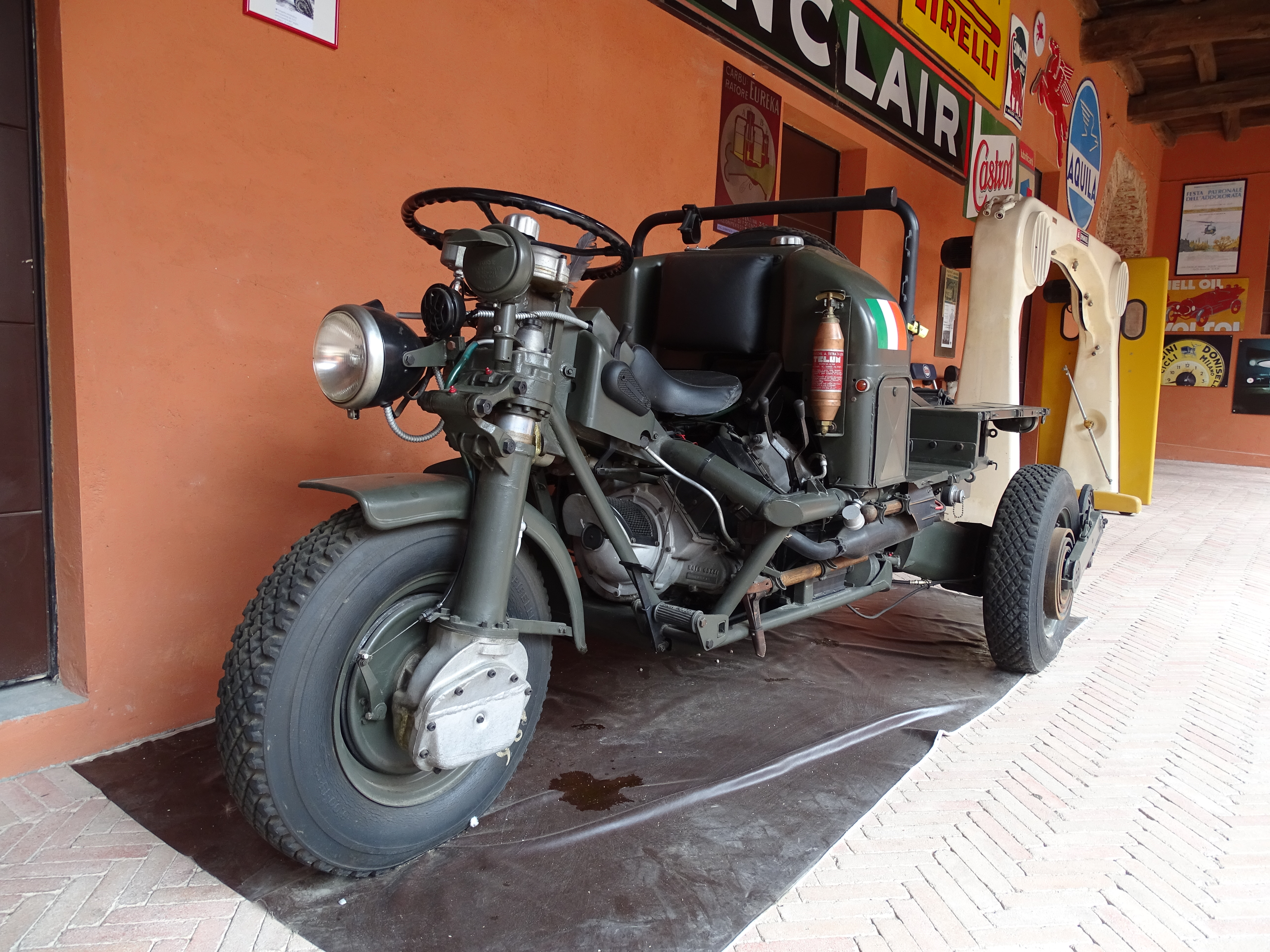
Un 'Mulo Meccanico' esposto in passato presso il Museo Fisogni

Alla fine degli anni 1950 il Ministero della Difesa italiano richiese alla Moto Guzzi di sviluppare un veicolo speciale per gli Alpini. A quel tempo, l'unico "mezzo di trasporto" per le truppe alpine italiane era ancora il mulo. Il generale Ferruccio Garbari fu indicato come direttore del progetto e formulò numerosi requisiti che il veicolo avrebbe dovuto soddisfare: doveva trasportare 500 kg di carico in tutti ti tipi di terreno, specie in zone montuose e su sentieri molto stretti. Lo sviluppo dapprima fu affidato ad Antonio Micucci ed in seguito elaborato da Soldavini e Giulio Cesare Carcano. Carcano aveva appena realizzato un nuovo motore bicilindrico a V, per il quale la direzione di Moto Guzzi non vedeva alcuno sbocco pratico. C'erano due versioni, una da 500 cc e una da 650 cc pensata per la Fiat Nuova 500, ma la casa torinese si ritirò dal progetto. Carcano vide allora un'altra possibilità per impiegare il suo propulsore. Il "Mulo Meccanico" era una macchina molto speciale, con tre ruote motrici e la possibilità di variare il passo e la carreggiata. Il motore da 754 cc erogava appena 20 hp, a causa del basso rapporto di compressione, reso inevitabile dalla necessità tattica di consumare, al bisogno, benzina di scadente qualità. Tuttavia la coppia massima di 47 N·m era raggiunta già a 2400 giri. C'era un solo carburatore Weber da 26 mm, e la bobina d'accensione era impermeabile. Il telaio era realizzato con tubi e travi di acciaio stampato. La sospensione posteriore consisteva in due bracci girder ammortizzati da blocchi in gomma. Sulla ruota anteriore era applicata una forcella telescopica monobraccio con molle elicoidali. Lo sterzo era attuato da un volante servito da ingranaggi conici. Il conducente stava su una sella motociclistica, ma tutti i comandi erano attuati da leve e pedali di tipo automobilistico. C'era un differenziale centrale con un dispositivo di blocco per prevenire l'impantanamento della ruota con minor aderenza. La trazione era distribuita al 20% sulla ruota anteriore, e all'80% su quelle posteriori. La trazione posteriore era attuata da due giunti cardanici che raggiungevano le ruote in diagonale dal differenziale; quella anteriore attraverso un altro cardano che collegava il motore alla ruota attraverso lo sterzo. I freni a tamburo posteriori erano azionati idraulicamente, quello anteriore con un cavo Bowden. Dietro alle ruote posteriori c'erano rulli di tensione, ai quali si poteva collegare un cingolo. Il parafango anteriore lasciava spazio sufficiente per montare una catena da neve. Ciò nonostante, l'Autoveicolo da Montagna deluse le aspettative. Finché si trattava di dislivelli frontali, era veramente in grado di affrontare pendenze molto ripide, ma lateralmente era facile ribaltarsi, soprattutto per via delle tre ruote. Sui percorsi montani, bastava una curva troppo stretta o la presenza di massi per fermare il Mulo Meccanico, laddove il "mulo vero" avrebbe proseguito imperterrito. Anche per questo, la produzione del motocarro in questione terminò nel 1963.

## Aiace
Nel 1962 comparve l'Aiace come mezzo di trasporto economico per la logistica urbana. Era munito del piccolo motore a due tempi della Moto Guzzi Zigolo 110. Aveva la cabina senza porte, e dietro di essa era montato il motore. Di conseguenza, la trazione era attuata direttamente attraverso un cambio tre marce che integrava il differenziale. Ovviamente disponeva anche di una retromarcia. Lo sterzo era comandato da un volante, e la ruota anteriore era servita da una forcella oscillante. Per l'asse posteriore c'erano ammortizzatori idraulici. Senza cabina e cassone l'Aiace costava 164 000 lire; completo arrivava a 243 000 lire. Non ebbe successo commerciale, e la produzione cessò nel 1963. Ma avrebbe avuto due successori nella cilindrata 50 cc: il Dingotre e il Furghino.

## Dingotre
Il Dingotre apparve nel 1965, e al pari dell'Aiace era concepito per il trasporto leggero. A differenza del predecessore, disponeva però di un grosso vantaggio: per la normativa del tempo, un motociclo fino a 50 cc poteva essere usato da chiunque avesse compiuto 14 anni, senza targa e senza patente. Il motore (derivato dal ciclomotore Dingo) era posto sotto il sedile di guida. Fu necessario applicare un raffreddamento ad aria forzata. Il Dingotre non aveva cabina, ma due larghi paragambe, che frontalmente lo facevano assomigliare ad un grosso scooter. Il telaio era costituito da un ampio tubo. C'era un grande pedale del freno, ma il cambio (a tre marce) era del tipo a filo (twistgrip), azionato con la mano sinistra, assieme alla frizione, come su molti scooter del tempo. La ruota anteriore era ammortizzata con una forcella telescopica, mentre l'asse posteriore aveva due piccole balestre. Poiché si trattava di un veicolo da trasporto leggero, la trasmissione avveniva con una semplice catena. Non era prevista la retromarcia. Il Dingotre fu prodotto fino al 1968, quando lasciò posto al Furghino. Il Dingotre costava 151 000 lire come solo mototelaio, e completo veniva 210 500 lire.

## Ciclocarro Furghino
Il Furghino fu prodotto dal 1968 al 1971. Era sempre equipaggiato col motore del Dingo, con il raffreddamento ad aria forzata, ma ora era montato leggermente più in avanti e longitudinalmente. Questa impostazione permetteva la trasmissione a cardano, ed inoltre il blocco motore sta fuori dalla cabina. Come nell'Aiace, la cabina del Furghino è senza porte, il che lo rendeva meno lussuoso, ad esempio, del contemporaneo Ape Piaggio. Costava 293 000 lire solo mototoelaio, e 339 000 nell'allestimento "completo".